# Eva Zöllner

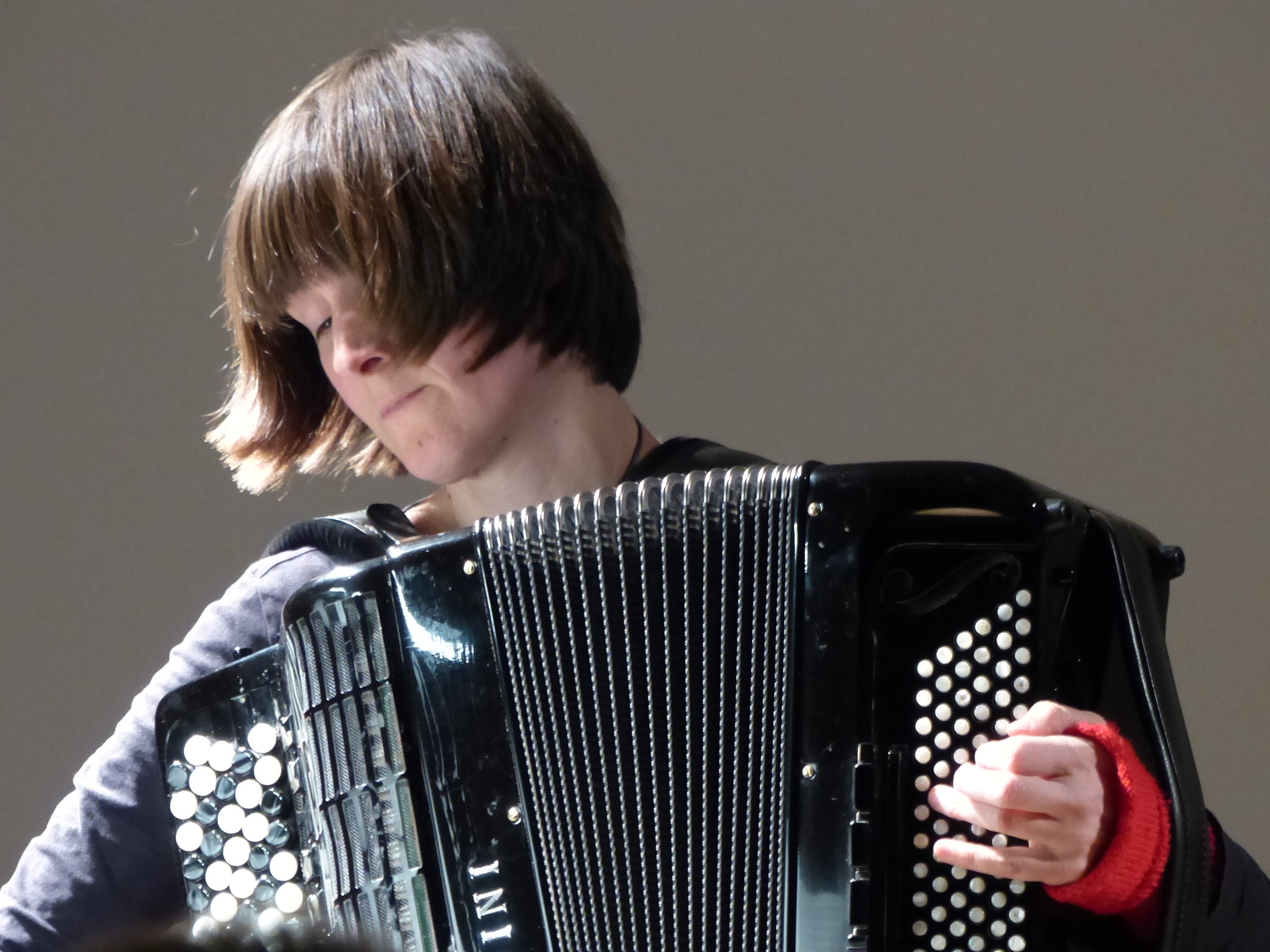
Eva Zöllner bei einem Auftritt im Künstlerhaus Schloss Balmoral Bad Ems 2017

Eva Zöllner (* 1978) ist eine deutsche Musikerin (Akkordeon), die sich im Bereich der Neuen Musik und der Neuen Improvisationsmusik betätigt. Zöllner zählt zu den aktivsten Akkordeonistinnen ihrer Generation, die sich vor allem durch die enge Zusammenarbeit mit Komponisten hervortat.

## Leben und Wirken
Zöllner wuchs im Westerwald auf und legte das Abitur am Westerwaldgymnasium in Altenkirchen ab. Anschließend studierte sie klassisches Akkordeon an der Hochschule für Musik Köln und am Königlich Dänischen Konservatorium in Kopenhagen. Seitdem widmet sie sich der zeitgenössischen Musik; ihre solistische Konzerttätigkeit führte sie von Island bis Feuerland, mit Schwerpunkten in Europa und Lateinamerika. Sie ist Mitglied mehrerer Kammermusikformationen und trat auch mit renommierten Ensembles für Neue Musik wie musikFabrik, Athelas Sinfonietta Kopenhagen oder der Birmingham Contemporary Music Group auf.
Neben ihrer Tätigkeit als Solistin spielt Zöllner seit den 2000er-Jahren in verschiedenen Ensembles, ob im Duo – etwa mit John Eckhardt, Orri Sigurleifsson – oder in Quartett-Besetzungen. Wichtiger Teil ihrer Arbeit ist die enge Kooperation mit Komponisten ihrer Generation, wie Lina Järnegard Johan Svensson oder Rachel Beja. So hat sie inzwischen über 100 neue Arbeiten für Akkordeon uraufgeführt. Seit den 2020er-Jahren beschäftigt sie sich zudem mit dem Potential des Akkordeons im Rahmen  elektro-akustischer Musik und Multimedia-Kunst. Sie lebte mehrere Jahre in Hamburg und inzwischen in Wirges. 2021 legte sie das Lehrbuch Komponieren für Akkordeon vor.
Seit 2016 arbeitet Zöllner im Duo mit der britischen Klarinettistin Heather Roche, um gemeinsam ein neues Repertoire für Klarinetten, Akkordeon und Elektronik zu initiieren, u. a. mit Kompositionen von Ipke Starke, Martin Iddon, Antti Saario, Pierre Alexandre Tremblay, Ying Wang und Maximilian Marcoll. Während des Lockdowns in Folge der COVID-19-Pandemie in Deutschland spielte sie solo ihre Lieblingsstücke – darunter Werke iranischer, serbischer, kanadischer und lateinamerikanischer Komponistinnen auf Einladung des Deutschlandfunks in dessen Kölner Kammermusiksaal Stücke von Georgina Derbez, Carolina Noguera Palau, Farzia Fallah, Sarah Nemtsov, Scott Wilson und Milica Djordjević. 2020 legten Zöllner und Roche das Album „Mechanics of Breathe“ vor. 2021 trat das Duo Roche/Zöllner u. a. mit dem Schlagzeuger Max Gaertner und der Bassistin Nina de Heney auf.

## Rezeption
„Mit ihrem Instrument, das man aus dem klassischen Konzertsaal ebenso kennt, wie aus Hafenspelunken oder von Straßenmusikgruppen, ist die Akkordeonistin Eva Zöllner immer auf der Suche nach geografischen und musikalischen Grenzüberschreitungen.“ (Deutschlandfunk Kultur)

## Diskographische Hinweise
- Hans Zender: Die Winterreise – eine Komponierte Interpretation, mit Julian Pregardien and Deutsche Radio Philharmonie Saarbrücken Kaiserslautern
- Jorge Torres Sáenz: cold wind garden (2006) for accordion solo and other works
- Hannes Seidl: vergiftet (2012) for accordion and mono-tape
- Maximilian Marcoll: Compound No. 4 for violin, viola, two ad hoc players, blackbox and electronics
- Gordon Kampe: HAL (2010) for doublebass-clarinet, accordion, piano and double bass
- Martin Schüttler: Augenbildermusik (2000) for accordion and tape
- Gordon Kampe: Das Barcklay-Syndrom oder der Rote Kreis (2006) for accordion, CD and accessories
- Gerald Eckert: Chamber Music (Neos)
- Eva Zöllner & Gary Rouzer: Accordion Cello Tunnel (2016)
- Ingo Weiß, Stefan Kohmann, Eva Zöllner: Pycho-County-Core (2018)
- Sheepness for Christmas (2022)[11]